# Hermann von Nostitz-Wallwitz

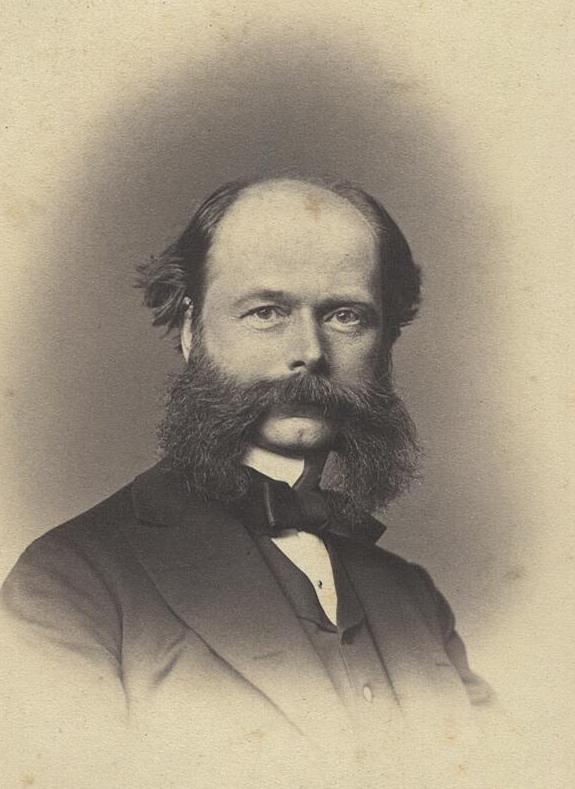
Hermann von Nostitz-Wallwitz, 1873

Hermann von Nostitz-Wallwitz (* 30. März 1826 in Oschatz; † 10. Januar 1906 in Dresden) war ein deutscher Politiker. 

## Leben
Der Sohn des Gustav von Nostitz-Wallwitz besuchte die Fürstenschule St. Afra in Meißen und absolvierte ein Studium der Rechte an der Universität Leipzig. Er wurde 1851 als Landesbestallter stellvertretender Vorsitzender der Oberlausitzer Provinzialstände und trat in der sächsischen Oberlausitz in den sächsischen Staatsdienst ein, war 1857 Amtshauptmann in der Amtshauptmannschaft Löbau sowie der Amtshauptmannschaft Bautzen und 1862 Kreisdirektor in Bautzen. Von 1857 bis 1866 war er als Abgeordneter der Rittergutsbesitzer der Oberlausitz Mitglied der II. Kammer des Landtags. Am 1. Oktober 1866 wurde er sächsischer Innenminister, was er bis 1891 blieb.
Von 1869 bis 1871 und von 1882 bis 1895 war er Minister des Königlichen Hauses, wurde von 1874 bis 1876 Mitglied des Reichstags für den Reichstagswahlkreis Königreich Sachsen 3, war ab 1876 Mitglied des Bundesrats und wurde von 1876 bis 1882 auch sächsischer Minister für Auswärtige Angelegenheiten. Obwohl er am 1. Februar 1891 in den Ruhestand getreten war, wurde er zum Mitglied der I. Kammer des sächsischen Landtags berufen, dem er bis 1904 angehörte. Als Propst des Meißner Domkapitels war er Ehrenmitglied der Akademie der Bildenden Künste Dresden. Am 31. Mai 1882 wurde ihm für seine Verdienste um die Entwicklung der Gemeinde und besonders um die 1873 im Sinne der Selbstständigkeit der Gemeindeverwaltungen durchgeführten Revisionen der allgemeinen Städteverordnung das Ehrenbürgerrecht der Stadt Dresden verliehen.
Hermann von Nostitz-Wallwitz war mit Ida von Arnim aus dem Hause Kriebstein verheiratet, der Witwe des Leo von Nostitz und Jänckendorf. Er verstarb 1906 in Dresden und wurde in Sohland an der Spree beigesetzt.
In Dresden-Löbtau war bis in die 1950er Jahre der heutige Bonhoefferplatz als Nostitz-Wallwitz-Platz, sowie die von dort führt nach Osten verlaufende Nostizstraße (heute Clara-Viebig-Straße) und nach Westen verlaufende Wallwitzstraße (heute Clara-Zetkin-Straße), nach ihm benannt.